# Paul Tannery
Pour les articles homonymes, voir Tannery.
Paul Tannery, né le 20 décembre 1843 à Mantes-la-Jolie et mort le 27 novembre 1904 à Pantin, est un historien des sciences français.

## Biographie
Polytechnicien, ingénieur des tabacs, Paul Tannery est l'auteur de nombreux travaux sur la science antique. Il étudie aussi les mathématiques byzantines, médiévales et la science du XVIIe siècle.
Helléniste, il édite les œuvres du mathématicien Diophante d'Alexandrie. Avec Charles Henry, il donne une édition des Œuvres de Fermat, avant de collaborer avec Charles Adam à celle des Œuvres de Descartes.
Il assure la suppléance de Charles Lévèque, à la chaire de philosophie grecque et latine, professeur au Collège de France, de 1892 à 1897. 
Il est le frère aîné du mathématicien et philosophe Jules Tannery (1848-1910).

## Œuvres
- La Géométrie grecque, comment son histoire nous est parvenue et ce que nous en savons., Paris, Gauthier-Villars, 1887 (lire en ligne)
- Pour l'histoire de la science hellène, Paris, Félix Alcan, 1887 (réimpr. Paris, Gauthier-Villars, 1930)
- Recherches sur l'histoire de l'astronomie ancienne, Paris, Gauthier-Villars, 1893
- Diophantus alexandrinus. Opera Omnia, 2 vol., Leipzig, B.G. Teubner, 1893-1895
- (en coll. avec Ch. Henry), Œuvres de Fermat, 5 vol., Paris, Gauthier-Villars, 1891-1922.
- (en coll. avec Ch. Adam), Œuvres de Descartes, Paris, Léopold Cerf, 1897-1909 (2 suppl. en 1910 et 1913).
- Mémoires scientifiques (17 vol., Toulouse, Édouard Privat, Paris, Gauthier-Villars, 1912-1950) :
  - Sciences exactes dans l'Antiquité (vol. I-III),
  - Sciences exactes chez les byzantins (vol. IV),
  - Sciences exactes au Moyen Âge (vol. V),
  - Sciences modernes (vol. VI),
  - Philosophie antique (vol. VII),
  - Philosophie moderne (vol. VIII),
  - Philologie (vol. IX),
  - Généralités historiques (vol. X),
  - Comptes rendus et analyses (vol. XI-XII),
  - Correspondance (vol. XIII-XVI),
  - Biographie, Bibliographie, compléments et tables, (vol. XVII).